# Прана
Прана (санскрит: प्राण, prāṇa — дихання) — особливий вид життєвої сили, енергії, який за уявленнями індійської філософії, пронизує Всесвіт.
Прана є центральним елементом в Аюрведі та йозі. За уявленнями йоги, прана протікає в людському тілі через канали, які називаються наді. Прана найдоступніша через дихання, але у найбільшій концентрації вона міститься у крові, чоловічому сімені, жіночих вагінальних рідинах.
Четвертий щабель раджа-йоги пранаяма вчить керувати потоками прани за допомогою дихальних вправ.